# Skäfthammar-Hökhuvuds församling
Skäfthammar-Hökhuvuds församling är från 2014 en församling i Gimo pastorat i Upplands norra kontrakt i Uppsala stift i Svenska kyrkan. Församlingen ligger i Östhammars kommun i Uppsala län.

## Administrativ historik
Församlingen bildades 2014 genom sammanläggning av Skäfthammars och Hökhuvuds församlingar och ingår sedan dess i Gimo pastorat.

## Kyrkor
- Skäfthammars kyrka
- Hökhuvuds kyrka